# CityLink
CityLink — система платных дорог в Мельбурне, Виктория, Австралия. Компания Transurban заключила контракт на расширение двух существующих и на постройку двух дополнительных шоссе в южном и западном направлении, для обеспечения бессветофорного движения, минуя загруженный деловой центр Мельбурна.

## История
Первая идея о строительстве окружной дороги возникла в 1969 году. Для строительства новой трассы власти города стали откладывать из бюджета в специальный фонд дополнительные средства. В мае 1992 года было объявлено о начале подготовительного этапа строительства. В середине 1994 года тендер выиграла компания Transurban. Основанное совместное австралийско-японское предприятие (на базе компаний «Австралийские транспортные услуги» и «Японская Корпорация Обаяси») приступило к строительству в 1995 году. Общая стоимость проекта составила по разным оценкам около $1,8 млрд. Гарантия дорожного покрытия истекает в 2035 году.
Строительство было окончено в 2000 году. Проект оказался в восемь раз объёмнее любого другого в Виктории. Было решено усовершенствовать систему автоматического сбора пошлины, избавившись от необходимости стоять в очередях на въездах и выездах. На CityLink была установлена экспериментальная система учёта «e-TAG». Первая часть трассы была открыта в 1999 году, 3 января 2000 года была введена система «e-TAG». Полностью трасса была введена в эксплуатацию в декабре 2000 года.

## Автострады до CityLink
Ранее через центр города проходило четыре разных шоссе:
- — Шоссе Монаш (ранее известное, как Юго-Восточное Шоссе) начиналось в 2-х км юго-восточнее города и соединяло Мельбурн с регионом Гипслэнд;
- / — Шоссе Тулламарин начиналось в 5-ти км северо-западнее города и соединяло Мельбурн с аэропортом Тулламарин. За аэропортом объединялось с  — Шоссе Калдер, которое соединяло Мельбурн с городом Бендиго;
- — Шоссе Западные Ворота (ранее известное, как Шоссе Нижняя Ярра) начиналось возле Мельбурнского порта на юго-западе города, пересекало реку по мосту «Западные Ворота» и объединялось с  Королевской Дорогой (по направлению на Джелонг) и с  Западным Кольцом;
- — Восточное шоссе начиналось около Коллингвуда и проходило через восточные и северо-восточные районы Мельбурна.

## Новые автострады

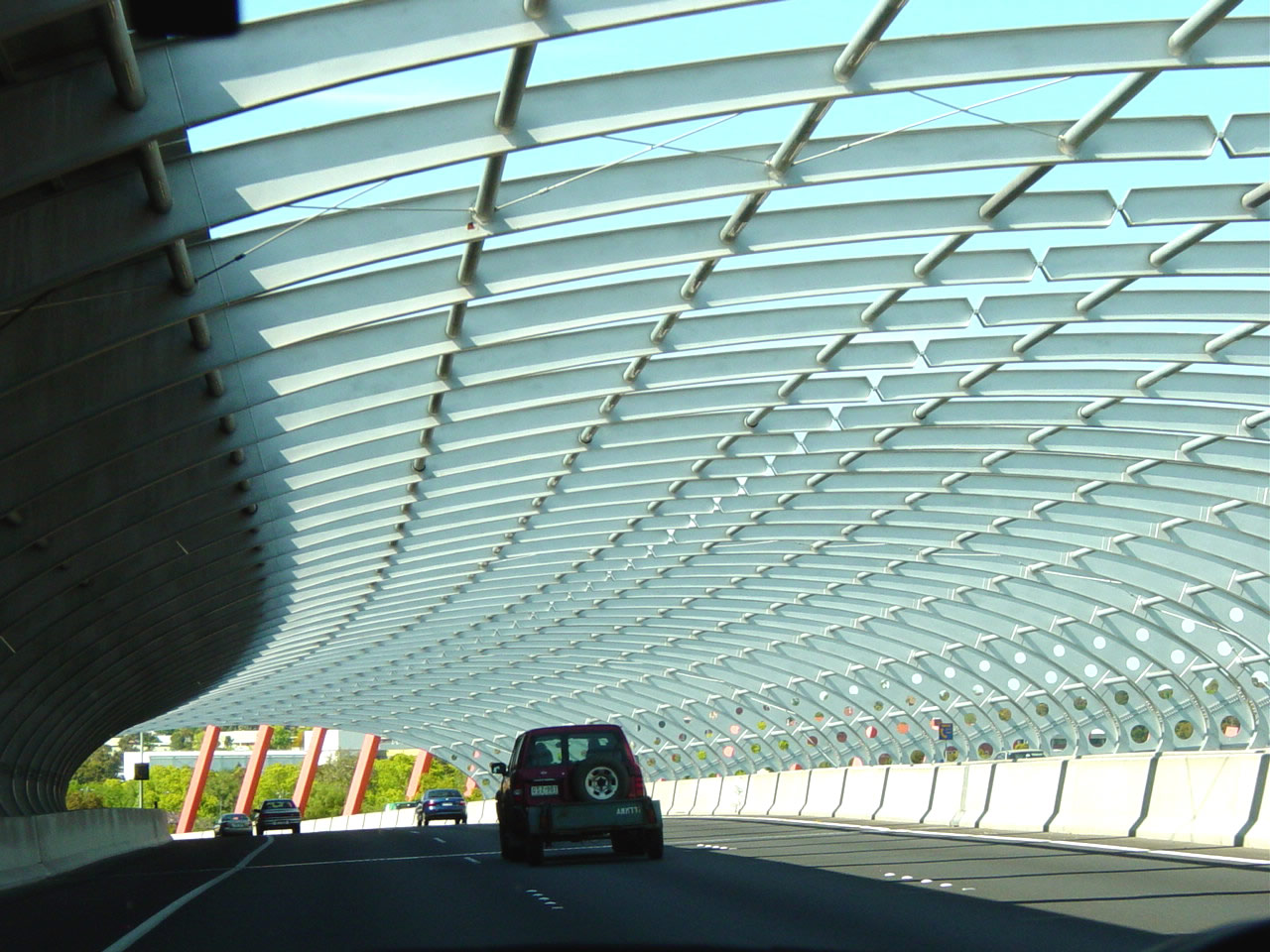
Звукоизоляционный тоннель CityLink в районе Флемингтон

### Западное звено
Западное звено расширило уже существовавшее Шоссе Тулламарин и удлинило на пять километров до Мельбурнского Порта, соединив с Шоссе Западные Ворота. Звено включает в себя крупный мост через реку Ярра «Бо́лт-Бридж», названный в честь 38-го премьер-министра Виктории сэра Генри Бо́лта, соединяющий Центр Мельбурна и новый район Доклендс, а также звукоизоляционный тоннель в районе Флемингтон, где дорога проходит в непосредственной близости от жилых домов. На въездах в тоннель размещён скульптурный комплекс «Ворота в Мельбурн» — гигантские лучи жёлтого цвета, пересекающие пространство над дорогой, образуя массивную арку и красные лучи меньшего размера, расположенные вдоль пути следования. В народе жёлтые лучи получили прозвище — «сырные палочки», а красные — «бараньи рёбрышки».
Часть Западного звена была запланирована в 1969 году в рамках Мельбурнского Дорожного Плана как продолжение Федерального Шоссе F14.

### Южное звено
Шоссе Западные Ворота и Монаш соединяются в единую трассу через тоннели Барнли и Домэйн, которые проходят под Королевским Ботаническим садом и рекой Ярра. Каждый тоннель имеет одностороннее движение в противоположных направлениях. На южном звене имеется съезд на Выставочную улицу — центральную улицу Мельбурна.
Южное звено было впервые запланировано в 1969 году в рамках Мельбурнского Дорожного Плана как наземная часть скоростного коридора Федерального шоссе F9.

## Оплата

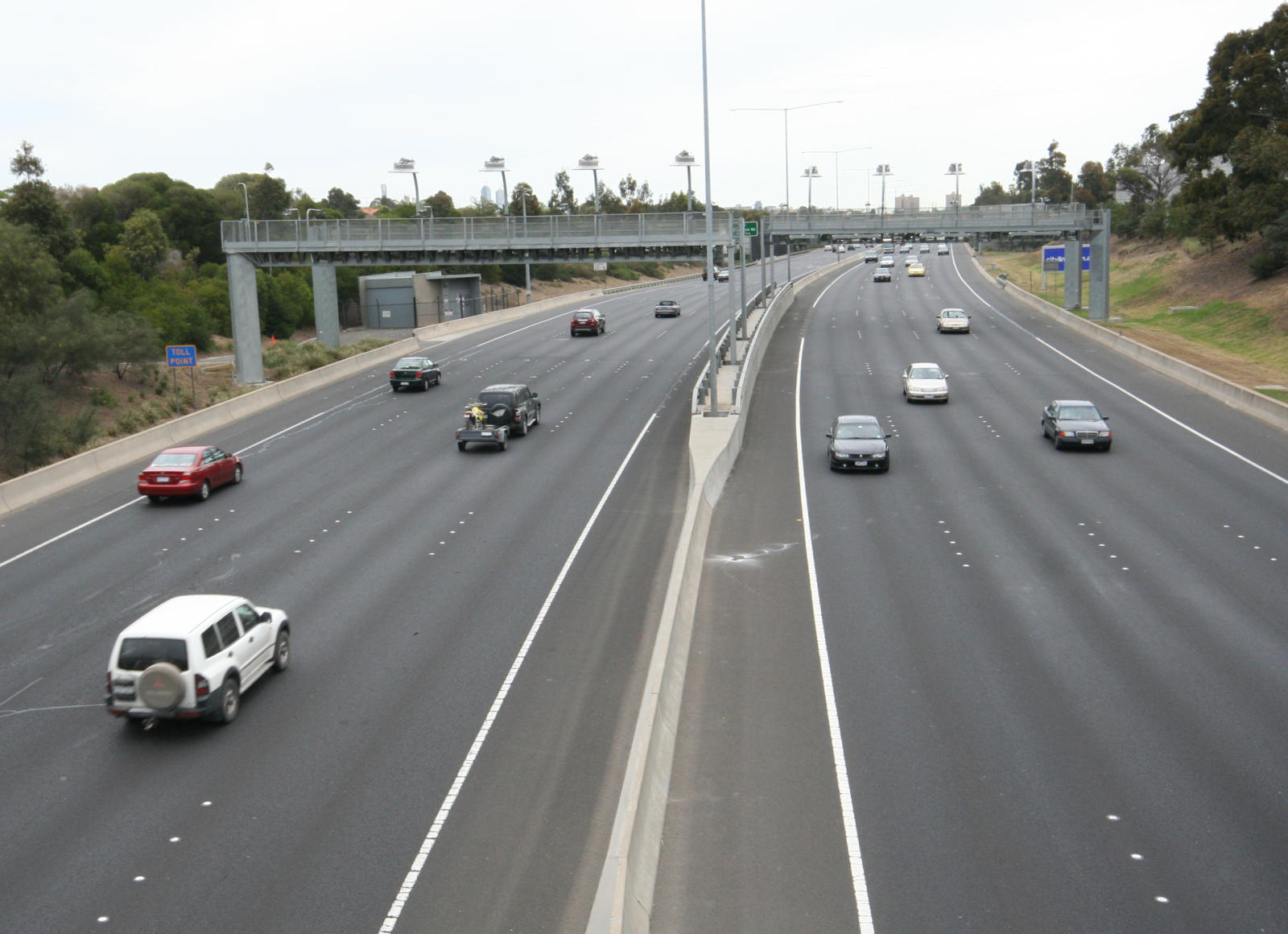
Система автоматического сбора пошлины e-TAG

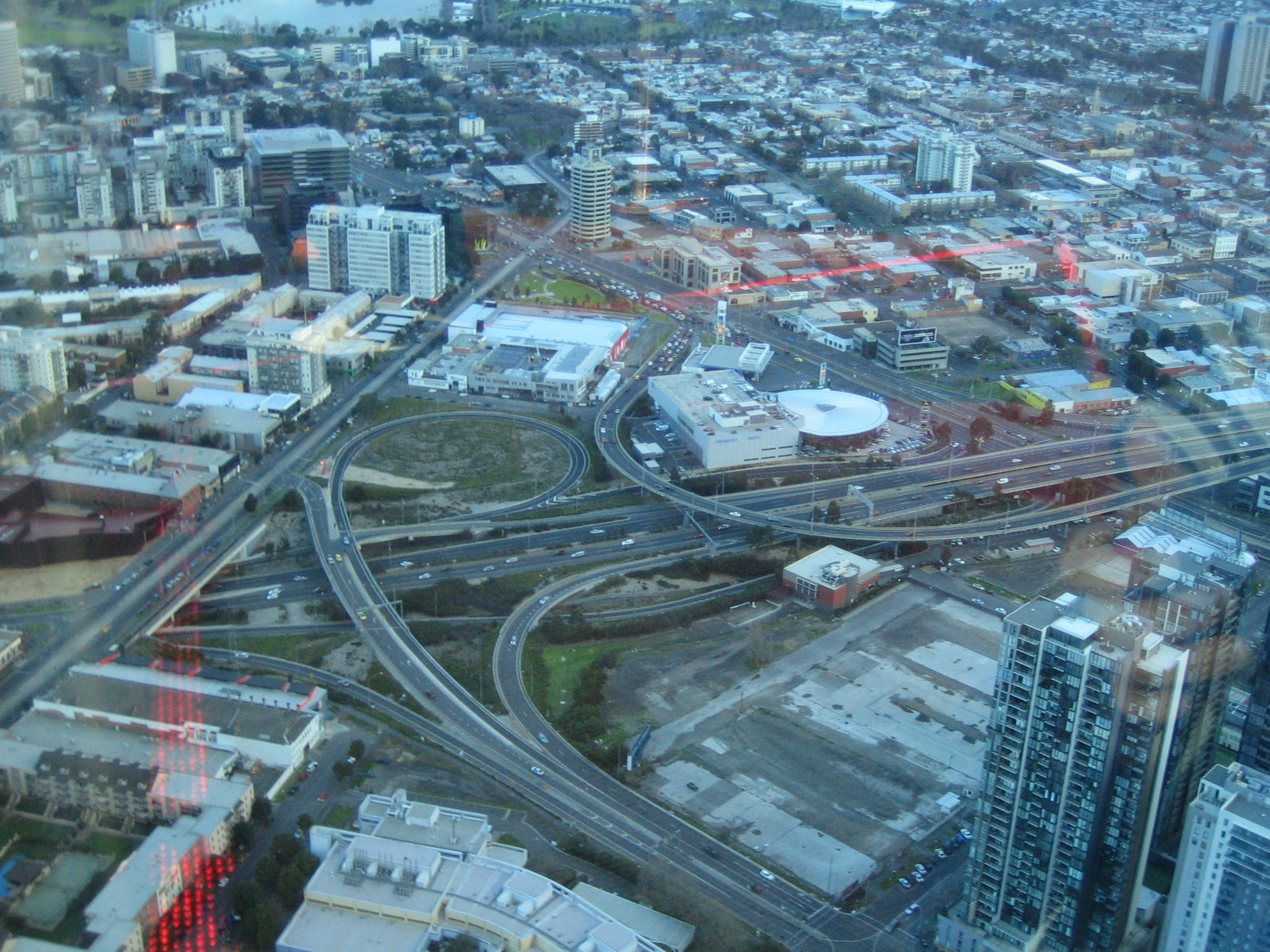
CityLink с небоскрёба Eureka Tower

e-TAG — система автоматического сбора пошлины (САСП) была введена специально для бесперебойного движения по всей трассе. Система использует электронную карту, которая вставляется в специальный электронный передатчик и монтируется на ветровом стекле автомобиля. По всей длине трассы расположены специальные сканеры, считывающие информацию с карты при помощи электронных передатчиков и автоматически вычитающие с личного счёта водителя необходимую для проезда сумму. Если карта не обнаружена, то система автоматически фотографирует автомобильные номера и находит информацию об автомобиле в полицейской базе данных. Владельцу авто по почте присылается квитанция, которую необходимо оплатить в течение трёх календарных дней. В противном случае против автовладельца будут выдвинуты обвинения в нарушении законов штата Виктория. Одноразовую электронную карту (англ. «24 hour pass» разрешён проезд в течение суток) можно купить практически на любой заправке, заказать по интернету или по телефону.
В 2003 году система оказалась под ударом. Одновременно с выходом CityLink на полную мощность Мельбурн накрыла волна штрафов за неоплаченный проезд. Выяснилось, что электронные передатчики не были оборудованы системой оповещения о низком уровне заряда батареи. Водители понятия не имели, что их электронные карты не отправляют сигнал на считывающие устройства. Компания, обслуживавшая систему, призналась в том, что была не готова к такому. В экстренном порядке были введены электронные передатчики нового поколения, а также открыт круглосуточный телефон горячей линии для водителей, на случай, если их устройство дало сбой.

## Критика
- Платные бесплатные дороги. В рамках развития CityLink некоторые дороги были модернизированы и расширены. На них появилась САСП. Бесплатные ранее участки Шоссе Монаш (между Тулак и Пунт роуд) и Шоссе Тулламарин (южнее Булла роуд) стали платными[6].
- Закрытие объездных маршрутов. В некоторых районах были поставлены специальные барьеры, с целью недопустить объезда пунктов оплаты проезда по бесплатным улицам и переулкам[7]. Многие жители посчитали этот шаг, как насильственное принуждение людей пользоваться трассой CityLink[8].
- Неравномерная система оплаты. Выяснилось, что держатели постоянного счёта платят больше, чем покупатели одноразовой «24 hour pass» карты. С одноразовой карты плата взимается по единой ставке без ограничения числа поездок, а держатели счёта платят за каждую поездку отдельно. В итоге при многократных поездках последние платят больше. Компания-владелец позволяет убрать карту счёта и поставить однодневную карту, однако при этом ограничивает количество одноразовых карт, которые можно использовать в течение года[9].
- Судебная конкуренция. Составленный между компанией Transurban и Правительством штата Виктория контракт даёт право компании-владельцу подать иск в суд в случае, если появится даже намёк на угрозу ограничения движения по трассе CityLink. Что собственно говоря и случилось в 2001 году, когда началось судебное разбирательство компании Transurban против штата Виктория. Предметом споров стало строительство новой дороги через район Доклендс в обход CityLink. Компания-владелец посчитала, что строительство бесплатной дороги является прямой угрозой платной CityLink и повлечёт за собой резкое снижение доходов[10]. В итоге компания отсудила у штата 35 млн $, а строительство было прекращено. Вдобавок Transurban пригрозило, что и впредь будет подавать подобные иски, если будут предприняты попытки строительства или расширения автомобильных дорог, и даже железнодорожных путей вдоль трассы CityLink[11][12].
- Интернет-скандал. Компания Transurban оказалась в центре большого скандала, когда стало известно, что информация из САСП хранилась на публичном сервере, который был взломан. Сообщалось, что была украдена личная информация клиентов CityLink. Обвинялись не только хакеры, но и сотрудники службы безопасности компании. В итоге информация оказалась газетной уткой[13].
- Тоннельная экология. Два тоннеля, входящие в систему CityLink постоянно подвергаются критике. В первую очередь из-за качества воздуха. Компания-эксплуататор CityLink постоянно совершенствует системы вентиляции в тоннелях[14], вследствие чего подвергается ещё более резкой критике из-за слишком большого использования ценной для Австралии пресной воды. Недавно компания Transurban Limited получила разрешение на строительство завода по переработке отработанной воды, что поможет исключить использование пресной воды в системах вентиляции[15].

## Выезды и пересечения
| CityLink / Западное звено                                                                 |                                        |                                        | |
| Движение на север                                                                         | Расстояние до аэропорта (км)           | Расстояние до центра Мельбурна (км)    | Движение на юг                                                                                                   |
| Окончание CityLink переходит в Шоссе Тулламарин на Бендиго / Сидней / Аэропорт Тулламарин | 13                                     | 10                                     | Начало CityLink переходит из Шоссе Тулламарин                                                                    |
| СЕВЕРО-ВОСТОЧНОЕ ЖЕЛЕЗНОДОРОЖНОЕ НАПРАВЛЕНИЕ                                              | 13                                     | 10                                     | СЕВЕРО-ВОСТОЧНОЕ ЖЕЛЕЗНОДОРОЖНОЕ НАПРАВЛЕНИЕ                                                                     |
| Стрэтмор, Бродмидоус Паско Вэйл Роад (Pascoe Vale Road)                                   | 13                                     | 10                                     | СЕВЕРО-ВОСТОЧНОЕ ЖЕЛЕЗНОДОРОЖНОЕ НАПРАВЛЕНИЕ                                                                     |
| Эссендон, Торнбери Морланд Роуд (Moreland Road)                                           | 15                                     | 8                                      | нет съезда |
| нет съезда                                                                                | 17                                     | 6                                      | Брансвик, Нордкоут Брансвик Роуд (Brunswick Road) Муни Паундс, Аскот Вэйл, Мэрибирнонг Ормонд Роуд (Ormond Road) |
| нет съезда                                                                                | 19                                     | 4                                      | Парквилль, Центр Мельбурна Флемингтон Роуд (Flemington Road)                                                     |
| Движение на север                                                                         | Расстояние до аэропорта (км)           | Расстояние до шоссе (км)               | Движение на юг                                                                                                   |
| К Восточному шоссе Кенсингтон, Парквилль Рэйскорс Роуд (Racecourse Road)                  | 18                                     | 7                                      | ЖЕЛЕЗНОДОРОЖНОЕ НАПРАВЛЕНИЕ ЭПФИЛД                                                                               |
| ЖЕЛЕЗНОДОРОЖНОЕ НАПРАВЛЕНИЕ ЭПФИЛД                                                        | 18                                     | 7                                      | ЖЕЛЕЗНОДОРОЖНОЕ НАПРАВЛЕНИЕ ЭПФИЛД                                                                               |
| ЖЕЛЕЗНОДОРОЖНОЕ НАПРАВЛЕНИЕ СЕВЕРО-ВОСТОЧНОЕ / ЗАПАДНОЕ / ПОРТ МЕЛЬБУРН                   | 21                                     | 4                                      | Центр Мельбурна, Футскри Дайдон Роуд (Dynon Road)                                                                |
| ЖЕЛЕЗНОДОРОЖНОЕ НАПРАВЛЕНИЕ СЕВЕРО-ВОСТОЧНОЕ / ЗАПАДНОЕ / ПОРТ МЕЛЬБУРН                   | 21                                     | 4                                      | ЖЕЛЕЗНОДОРОЖНОЕ НАПРАВЛЕНИЕ СЕВЕРО-ВОСТОЧНОЕ / ЗАПАДНОЕ / ПОРТ МЕЛЬБУРН                                          |
| Центр Мельбурна, Доклендс Футскри Роуд (Footscray Road)                                   | 23                                     | 2                                      | Доклендс, Центр Мельбурна Футскри Роуд (Footscray Road)                                                          |
| Мост БОЛТ-БРИДЖ                                                                           | 24                                     | 1                                      | Мост БОЛТ-БРИДЖ                                                                                                  |
| Движение на север                                                                         | Номер съезда (Расстояние до аэропорта) | Номер съезда (Расстояние до аэропорта) | Движение на юг                                                                                                   |
| Начало CityLink переходит из Шоссе Западные Ворота                                        | — (25 км)                              | — (25 км)                              | Окончание CityLink                                                                                               |
| Начало CityLink переходит из Шоссе Западные Ворота                                        | 3                                      | 3                                      | Доклендс Лоример стрит (Lorimer Street)                                                                          |
| Начало CityLink переходит из Шоссе Западные Ворота                                        | 2                                      | 2                                      | Сент-Килда, Фрэнкстон Королевская Дорога                                                                         |
| Начало CityLink переходит из Шоссе Западные Ворота                                        | 1E                                     | 1E                                     | Центр Мельбурна, Данденонг, Варрагул Шоссе Западные Ворота                                                       |
| Начало CityLink переходит из Шоссе Западные Ворота                                        | 1W                                     | 1W                                     | Мост ЗАПАДНЫЕ ВОРОТА, Джелонг, Аэропорт Авалон Шоссе Западные Ворота                                             |

| CityLink Южное звено |              |                                                                     |
| Движение на запад | Номер съезда | Движение на восток                                                  |
| Окончание CityLink (Тоннель Домэйн) переходит в Шоссе Западные Ворота на Балларат / Бендиго / Джелонг / Аэропорт Авалон | --           | Начало CityLink (Тоннель Бёрнли) переходит из Шоссе Западные Ворота |
| ТОННЕЛЬ ДОМЭЙН | --           | ТОННЕЛЬ БАРНЛИ Закрыт для съездов E1 и E2                           |
| Центр Мельбурна Бэтмен Авеню                                                                                            | E1           | Начало CityLink (для съезда Е1) переходит из Бэтмен Авеню           |
| Ричмонд, Клифтон Хилл Пунт Роуд (Punt Road)                                                                             | E2           | нет съезда                                                          |
| ЖЕЛЕЗНОДОРОЖНОЕ НАПРАВЛЕНИЕ САНДРИНГЕМ / ФРЕНКСТОУН / ГИБСЛЕНД                                                          | --           | ЖЕЛЕЗНОДОРОЖНОЕ НАПРАВЛЕНИЕ САНДРИНГЕМ / ФРЕНКСТОУН / ГИБСЛЕНД      |
| нет съезда | --           | Креморн Чёрч Стрит (Church Street)                                  |
| Бёрнли Бульвар Ярра (Yarra Boulevard)                                                                                   | E3           | Бёрнли Бёрнли Стрит (Burnley Street)                                |
| Бёрнли Бульвар Ярра (Yarra Boulevard)                                                                                   | E3           | CityLink (для съезда Е3) сходится с CityLink (ТОННЕЛЬ БАРНЛИ)       |
| ЖЕЛЕЗНОДОРОЖНОЕ НАПРАВЛЕНИЕ ГЛЕН ВЭЙВЕРЛИ                                                                               | --           | ЖЕЛЕЗНОДОРОЖНОЕ НАПРАВЛЕНИЕ ГЛЕН ВЭЙВЕРЛИ                           |
| Начало CityLink переходит из Шоссе Монаш                                                                                | E4           | Бёрвуд, Турак Турак Роуд (Toorak Road)                              |
| Начало CityLink переходит из Шоссе Монаш                                                                                | E4           | Окончание CityLink переходит в Шоссе Монаш на Данденонг / Варрагул  |